# Shodu Warrick
Shodu Warrick a Csillagok háborúja elképzelt univerzumának egyik ewok szereplője.

## Leírása
Shodu Warrick az ewokok fajába tartozó nő, aki a Világos fa falu (Bright Tree Village) településfa egyik harcosának, Deej Warricknak a felesége. Magassága körülbelül 1 méter. Testét szürke szőrzet borítja. Szemszíne fekete. Fején és vállain az ewokokra jellemző csuklyát visel.

## Élete
Ez az ewok, akár a többi fajtársa, az Endor bolygó erdőholdján született és él. Neki és férjének három fiuk (Weechee, Willy, Wicket) és egy lányuk (Winda) lett. 
Egyszer, amikor a fiaival halászni volt, Deej véletlenül megvágta magát egy halálos rokna fagombával, de Shodu odaadó gondozásának és Logray sámán főzelékének köszönhetően Deej szerencsésen helyrejött. Továbbá a Cindel Towanit is ápolta, amikor a kislány betegen hozzájuk került. Amikor férje és fiai Mace és Cindel szüleinek a kiszabadítására készülnek, Shodut nagy szomorúság fogja el.

## Megjelenése a filmekben, rajzfilmekben, könyvekben
Wicket édesanyját „A bátrak karavánja” (The Ewok Adventure) és a „Harc az Endor bolygón” (Ewoks: The Battle for Endor) című filmekben láthatjuk. A „ Star Wars: Ewoks” rajzfilmsorozat néhány részében is szerepel. Továbbá még három könyvben olvashatunk róla.

## Fordítás
- Ez a szócikk részben vagy egészben a Shodu Warrick című Wookieepedia-szócikk fordítása. Az eredeti cikk szerkesztőit annak laptörténete sorolja fel.